# Silka (település)
Silka (oroszul: Шилка) város Oroszország ázsiai részén, a Bajkálontúli határterületen, a Silkai járás székhelye.

## Elhelyezkedése
A Silka völgyében, Csitától vasúton 248 km-re keletre fekszik. Vasútállomás a Transzszibériai vasútvonalon. 

## Története
A Kija (a Silka mellékfolyója) torkolatánál 1765-ben kozák őrhely és település volt. Közelében épült 1895–97-ben a vasút és Silka vasútállomás. Miután az 1897. évi árvíz elöntötte a kozák települést, lakóinak egy része átköltözött a magasabban fekvő állomás mellé. A későbbekben a település a vasúttal együtt fejlődött, 1951-ben városi rangot kapott.
A várostól 45 km-re található Pervomajszkijban nagy ércdúsítókombinát működik, ahol lítium-, tantál- és berilliumércek extrakcióját és dúsítását végzik.

## Népessége
- 1989-ben 18 057 fő
- 2002-ben 14 748 fő[3]
- 2010-ben 13 947  fő volt.[4]